# شوبوکو، اوکایاما
شوبوکو، اوکایاما (به لاتین: Shōboku) یک منطقهٔ مسکونی در ژاپن است که در ناحیه چوگوکو واقع شده‌است. شوبوکو ۷٬۴۹۴ نفر جمعیت دارد.